# Neolimnophila carteri
Neolimnophila carteri är en tvåvingeart som först beskrevs av Tonnoir 1921.  Neolimnophila carteri ingår i släktet Neolimnophila och familjen småharkrankar. Arten är reproducerande i Sverige. Inga underarter finns listade i Catalogue of Life.